# Orchestre national en région
Le label Orchestre national en région est un label officiel français accordé à des orchestres qui se consacrent à la production, à la création et à la diffusion d'œuvres de répertoire de musique symphonique et d'œuvres nouvelles.

## Textes officiels
Le label « orchestre national en région » est un label officiel français rendu possible par la loi 2016-925 du 7 juillet 2016 relative à la liberté de la création, à l'architecture et au patrimoine. Il est institué par le décret 2017-432 du 28 mars 2017 relatif aux labels et au conventionnement dans les domaines du spectacle vivant et des arts plastiques, « au titre d'une activité de valorisation des répertoires de musique symphonique et de leur renouvellement par la création contemporaine ».
L'arrêté du 5 mai 2017 fixe le cahier des missions et charges relatif au label.

## Attribution
Le label « orchestre national en région » est attribué à « des structures gérant un orchestre de référence nationale dont la nomenclature est pourvue d'emplois artistiques permanents et dont le projet présente un intérêt général en matière de production et de diffusion de musique symphonique ».
L'objectif revendiqué est de constituer un réseau national de référence autour de la musique symphonique, de sa diffusion et valorisation dans la diversité, intégrant une volonté de renouvellement des répertoires dédiés.

## Liste des Orchestres nationaux en région
Les orchestres labellisés sont en 2024 :
- l'Orchestre de Picardie[4], par un arrêté du 15 juin 2018[5], première institution française récipiendaire du label « orchestre national en région »[6] ;
- l'Orchestre de chambre de Paris (par un arrêté du 25 septembre 2018[7]) ;
- l'Orchestre national d’Auvergne[8] (par un arrêté du 14 janvier 2019[9]) ;
- l'Orchestre National de Bretagne[10] (par un arrêté du 3 octobre 2019[9]) ;
- l'Orchestre national Avignon-Provence[11] (par un arrêté du 25 septembre 2020[12]) ;
- l'Orchestre national de Cannes[13] (par un arrêté du 6 janvier 2022[14]) ;
- l'Orchestre national de Mulhouse (par un arrêté du 4 juillet 2024[15],[16]) ;
- l'Orchestre national de Lille (par un arrêté du 5 juillet 2024[17]) .